# Marcel Luca
Marcel Luca (n. 1 iulie 1946, Ianova, Remetea Mare, Timiș, România – d. 28 aprilie 2013, Timișoara, România) a fost pseudonimul lui Dumitru Luca, scriitor român de literatură științifico-fantastică. În 1969 a fost unul dintre membri de început ai cenaclului H. G. Wells din Timișoara.

## Biografie
Împreună cu Cornel Secu a publicat primul număr al fanzinului Paradox din noiembrie 1972.
În Colecția „Povestiri științifico-fantastice” nr. 301-400 a publicat povestirile „Dacă undeva în univers cresc cactuși” și „Imposibila revedere”, iar în nr. 401-466 povestirea „Planeta fără pterodactili”.
În 1983, în Alfa: O antologie a literaturii de anticipație românești îi apar mai multe povestiri: „Și dacă undeva în Univers cresc cactuși”, „Imposibila revedere”, „Ultimul zâmbet al Juanitei”, „Cînd nu vor fi gândaci de Colorado” și „Chinta royală”. În 1984 i se publică un grupaj denumit „Medalionul“ în Almanahul Anticipația 1984.
„Lacul păsării Wandoo”  îi apare în culegerea de povestiri Avertisment pentru liniștea planetei din 1985 editată de Constantina Paligora în colecția Fantastic Club a editurii Albatros.
Povestirea „Dresorul de brygi” îi apare în culegerea de povestiri Anatomia unei secunde din 1990.
Povestirea „Caroline Project” îi apare în culegerea de povestiri La orizont, această constelație... din 1990.

## Lucrări scrise
Volume tipărite
- Vreau să fiu cosmonaut, versuri, editura Sport-turism, București, 1973
- Tică automobilist, versuri, editura Sport-turism, București, 1975)
- Tactică și strategie, povestiri SF, editura Marineasa, Timișoara, 1998

## Legături externe
- Cărți de Marcel Luca la goodreads.com